# Hans Hellberg
Hans Alexander Torstensson Hellberg, född 26 december 1929 i Stockholm, död 17 februari 2011, var en svensk regissör, skådespelare och scenograf. Han var 1965–1981 en centralgestalt inom den fria teatergruppen Narren.

## Biografi
Hellberg började i Stockholms studentteater som scenarbetare, sedan som regissör, scenograf och skådespelare. Med studentteatern framträdde han på olika scener i Stockholm, däribland experimentscenen Pistolteatern, samarbetade med Moderna Museet, gjorde happenings, samt turnerade med Narrengruppen och Riksteatern från Kiruna till Lund.
Från studentteatern kom de fyra, Hans Hellberg, Bibi Nordin, Lottie Ejebrant och Leif Sundberg, som startade Narrengruppen. Efter ett besök i New York hos teater La Mama införde Hellberg Narrens Verkstad så kallade "öppna övningar", som lockade unga till gruppteatern. Det var ett alternativ till scenskoleutbildning. De teaterövningar i samspel och mycket annat spreds i en bok, Narrenövningar (1971) som gavs ut i ytterligare 5 upplagor under 1970-talet. Under perioden 1965–1981 var Hellberg en centralgestalt inom den fria teatergruppen Narren.
Efter Narrengruppens upplösning 1981 var Hellberg engagerad som regissör och skådespelare på Riksteatern och drev också egna projekt bland annat med Gudrun Östbye. Han bosatte sig i Göteborg, där tanken var att han skulle ta över som regissör på Folkteatern efter Lennart Hjulström, men samarbetet med teatern avbröts. De hade bland annat mötts i Teaterunionen/Sv. ITI där en samling scenkonstnärer möttes i informella teatersamtal under namnet "Sveriges Teaterakademi".
1997 startades ”Lennartsforsgruppen” som han blev mentor för, en teaterverkstad uppkallad efter orten Lennartsfors där han var bosatt tillsammans med konstnärinnan Gun Hellberg.
Hans Hellberg uppbar statlig inkomstgaranti. Han är begravd på Östra kyrkogården i Göteborg.

## Filmografi
- 1962 – Der rote Hahn
- 1964 – Polizeirevier Davidswache
- 1968 – Murkes samlade tystnad
- 1968 – Masturbationsdrama
- 1968 – Jag är nyfiken – blå
- 1968 – Hjalmar
- 1969 – Misshandlingen
- 1971 – Ein Fest für Boris

## Teater

### Roller, regi och dramatik på Teater Narren
| År   | Roll | Produktion                                                   | Regi       | Teater           |
| ---- | ---- | ------------------------------------------------------------ | ---------- | ---------------- |
| 1966 |      | Bla, bla, bla Jules Feiffer                                  |            | Narren           |
| 1967 |      | Mannen från Minap Julij Daniel                               |            | Narren           |
| 1968 |      | Fabeln om Tjuren, hunden och katten Ulf Oldberg              |            | Narren           |
| 1968 |      | Chicago Sam Shepard & Motell J-C van Itallie                 |            | Narren           |
| 1968 |      | Futz Rochelle Owens                                          | H Hellberg | Narren           |
| 1969 |      | Pris Sonja Åkesson kollage                                   |            | Narren           |
| 1969 |      | Flickan i Havanna E Palo och gruppen                         |            | Narren           |
| 1970 |      | Solidaritet-Arbetarmakt H Hellberg och gruppen               | H Hellberg | Narren           |
| 1972 |      | Med rätt att mörda H Hellberg                                | H Hellberg | Narren           |
| 1973 |      | Martin går igen H Hellberg                                   | H Hellberg | Narren           |
| 1974 |      | Dom har dödat en gitarr men folket har tusen åter Dario Fo   | H Hellberg | Narren           |
| 1976 |      | Sjappet H Hellberg                                           | H Hellberg | Narren           |
| 1978 |      | Kallocain-84 Kollage av Karin Boye- och George Orwell-texter | H Hellberg | Narren           |
| 1979 |      | Husåspelet Batte Sahlin                                      | H Hellberg | Narren & Huså by |

### Roll och regi i urval innan och efter Narren
| År   | Notis                  | Produktion                                                                                  | Regi                                 | Teater                                |
| ---- | ---------------------- | ------------------------------------------------------------------------------------------- | ------------------------------------ | ------------------------------------- |
| 1961 | Medverkande i danserna | Kung John (The Life and Death of King John) William Shakespeare                             | Alf Sjöberg                          | Dramaten                              |
| 1967 |                        | Marcolfa, eller Markisens malicer, Dario Fo                                                 | H Hellberg Översättning Bertil Bodén | Riksteatern                           |
| 1978 |                        | Hvorfor sover Kaj? Sven Jensen                                                              | H Hellberg                           | Skifteholdet, Danmark                 |
| 1978 | Skådespelare           | Haren och Vråken, Lars Forssell                                                             | Peter Oskarson                       | Skånska Teatern                       |
| 1981 | Skådespelare           | Målaren Courbet                                                                             |                                      | TV-produktion                         |
| 1981 | Dramatik               | Jag är ojämförlig, Hans Hellberg                                                            |                                      |                                       |
| 1983 | Skådespelare           | Sotarbröllop - När hela universum vickade till Peder Sjögren                                | H Hellberg, Gudrun Östbye            | Riksteatern                           |
| 1984 | Skådespelare           | Sjappet (Ölsjappet), Hans Hellberg                                                          | H Hellberg                           | Riksteatern                           |
| 1985 |                        | Stöddige Max Franz Xaver Kroetz övers. Herbert Grevenius                                    | H Hellberg                           | Riksteatern                           |
| 1988 | Dramatik, skådespelare | Popo - den gamla poeten En musikteaterproduktion, Sånger av Eugène Pottier, övers. K Romare | H Hellberg                           | Egen produktion på Gröna Lundsteatern |
| 1989 | Skådespelare           | Ringlek Arthur Schnitzler                                                                   | Mats Johansson                       | Riksteatern                           |
| 1992 | Skådespelare           | Besök av gammal dam Friedrich Dürrenmatt                                                    | Sture Ekholm                         | Teater Västernorrland                 |
| 1995 | Monolog, skådespelare  | Den ståndaktige (r) Hans Hellberg inspirerad av Albert Moravia                              | H Hellberg                           | Egen produktion                       |
| 2006 | Skådespelare           | Döda ord Robert Pinget                                                                      | H Hellberg                           | Egen produktion, Teater 3             |